# Josefov (Sokolovi járás)
Josefov (németül: Josefsdorf) község Csehországban a Karlovy Vary-i kerület Sokolovi járásában. Sokolov-tól 7 km-re északnyugatra fekszik. Közigazgatásilag hozzá tartoznak Hřebeny (Hartenberg), Radvanov (Robesgrün) és Luh nad Svatavou (Werth) települések.

## Története
Első írásos említése 1833-ból származik. Közigazgatásilag 1972-ben Krajková községhez csatolták, de 1990-óta ismét önálló település.

## Népesség
A település népessége az elmúlt években az alábbi módon változott:
| Lakosok száma | 732  | 822  | 932  | 523  | 298  | 305  | 364  | 384  | 403  | 418  |
|               | 1869 | 1890 | 1921 | 1950 | 1980 | 2001 | 2017 | 2019 | 2022 | 2024 |

## Fordítás

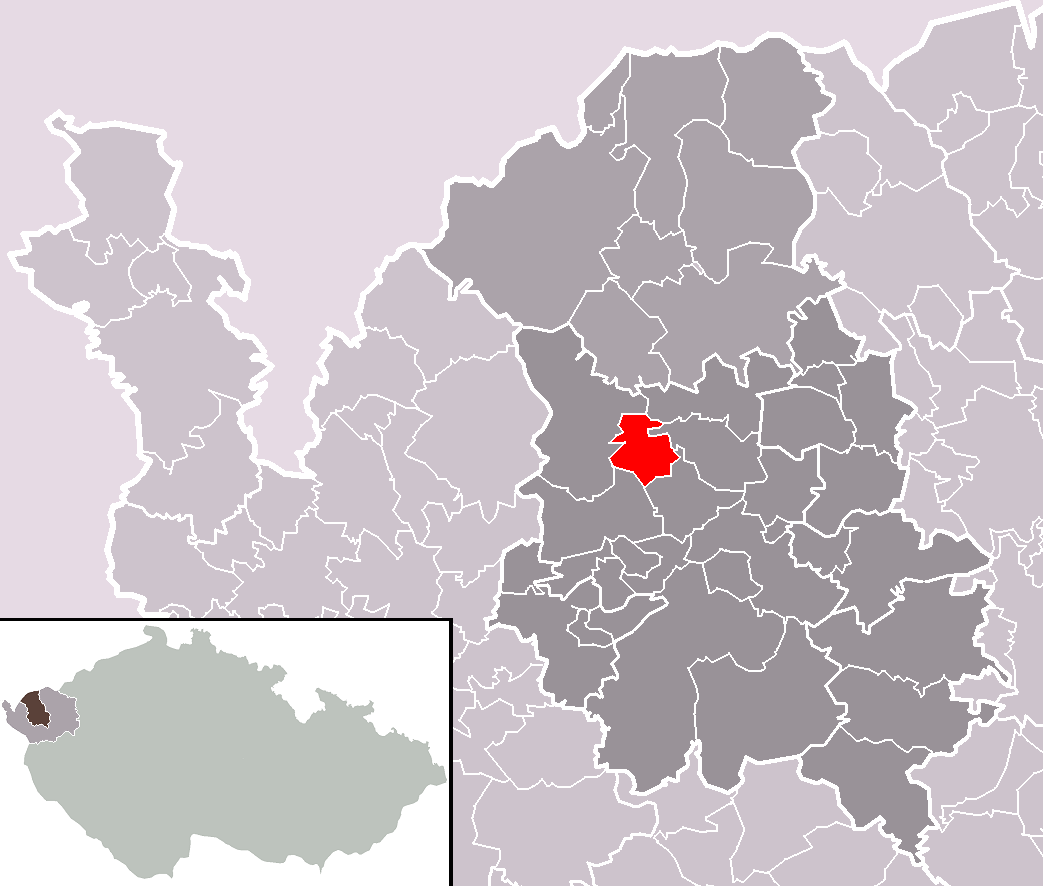
Közigazgatási területe

Ez a szócikk részben vagy egészben a Josefov című német Wikipédia-szócikk ezen változatának fordításán alapul.  Az eredeti cikk szerkesztőit annak laptörténete sorolja fel. Ez a jelzés csupán a megfogalmazás eredetét és a szerzői jogokat jelzi, nem szolgál a cikkben szereplő információk forrásmegjelöléseként.